# 1938年北支那派遣軍戰鬥序列
1938年北支那派遣軍戰鬥序列為中国抗日战争第一期第二階段，投入華北戰場的日軍戰鬥序列。此序列編成於1938年，以華北為主要攻擊目標的該部隊參與了陝西山東等戰場的戰鬥，而總司令官為小磯國昭

## 戰鬥序列簡介
- 北支那派遣軍司令官小磯國昭
- 津浦北段指揮官：西尾壽造
  - 第10師團：磯谷廉介
  - 第16師團：中島今朝吾（不含30旅團）
  - 第110師團：健川美次
  - 第114師團：末松茂治
  - 第113師團之105旅團：木川省三
  - 第111師團之1旅團：本木
  - 第5師團：板垣征四郎
  - 板田旅團
  - 山下兵團
  - 酒井旅團：酒井鎬次（台灣軍；酒井兵團）
  - 120師團部份
- 津浦南段指揮官：羽田原之助
  - 3師團一部
  - 11師團一部
  - 9師團：吉住良輔
- 柳河旅團
  - 101師團一部：飯壕慶之勸
  - 第116師團一部：佐藤
  - 第13師團：荻州立兵
  - 近衛師團：板田貞固
- 東戰場及其他後方守備部隊
  - 第2師團：安井藤次
  - 第6師團：稻葉四郎
  - 8師團一部
  - 第14師團：土肥原賢二
  - 第15師團：岩松義雄
  - 第17師團
  - 第18師團：林茂清
  - 第20師團：牛島實常
  - 第21師團
  - 第22師團：土橋一次
  - 第104師團：河村童
  - 第106師團：松浦淳太郎
  - 第108師團：谷口元次郎
  - 第109師團：山岡重厚
  - 第一後備兵團
  - 第二後備兵團